# Bensteinia
Bensteinia là một chi thực vật có hoa trong họ Lan.